# Stylo (chanson)
Vous pouvez partager vos connaissances en l’améliorant (comment ?) selon les recommandations des projets correspondants.
Pour l’article homonyme, voir Stylo.
Singles de Gorillaz
Kids with Guns / El Mañana
(2006) Superfast Jellyfish
(2010)
Stylo est le premier single tiré du troisième album Plastic Beach du groupe anglais de rock alternatif Gorillaz. Sorti le 26 janvier 2010 au Royaume-Uni, c'est la première publication du groupe depuis le double single Kids with Guns / El Mañana quatre ans plus tôt. Cette chanson est dans la lignée du dernier album, Demon Days (2005), puisque le groupe met en vedette le chanteur de soul Bobby Womack et le rappeur Mos Def, qui apparait également sur plusieurs chansons de l'album.

## Liste des titres
- CD single Promo International

1. Stylo (Radio Edit)
2. Stylo (Album Version)
3. Stylo (Instrumental)

- Single en format numérique

1. Stylo (feat. Mos Def & Bobby Womack) – 4:33

## Clip vidéo
Le clip a été tourné en décembre 2009 à Calico en Californie.
C'est un road movie très sombre qui rassemble à bord d'une Chevrolet Camaro '69 noire assez mal en point, dont la calandre, d'où s'échappe une vapeur blanche, porte curieusement le marquage STYLO, trois des membres de Gorillaz : Murdoc, le leader, 2D le chanteur et Noodle, ou plutôt sa version cyborg, dont la guitare a laissé place à un fusil, car la vraie Noodle a disparu dans la suite Feel Good Inc  - El Mañana. Noodle a le crâne percé d'un énorme impact de balle. Russel, le batteur n'est pas de cette aventure.
Trois autres personnages apparaissent à l'écran :
- interprété par l'acteur Jason Not, un flic obèse et obsédé par la nourriture, plus précisément par des donuts joliment glacés de sucre rose et chocolat, mais néanmoins fidèle à son devoir, ce qui va lui coûter la vie. Il conduit une Dodge Coronet de police.
- interprété par Bruce Willis, qui s'autoparodie à plaisir, un tueur (tueur à gage ? chasseur de primes, plutôt vu l'équipement de sa voiture, ange exterminateur en tout cas) à bord d'une rutilante Chevrolet El Camino 1968 rouge, équipée de projecteurs sur le capot. Il attend les Gorillaz garé sur le bas-côté et lorsqu'il les prend en chasse, une ample nuée noire plombe soudain le ciel au-dessus de leur route.
- personnage virtuel, le "Boogieman", ombre masquée dont la houppelande se confond avec une vapeur noire sortie du sol. Cette nuée obscure apparaît d'ailleurs à deux autres reprises, manifestement annonciatrice de mort. Selon Gray, Tyler (8 mars 2010)  dans "Gorillaz in the mix – NYPOST.com". New York Post. New York, United States of America: NYP Holdings, Inc. Retrieved 9 March 2010. Mos wouldn't stop yapping about someone called The Boogieman. I thought it was just the cocktails talking, but Mos said he's a dark entity, a black-caped figure made up of all the evil in the world. Turns out that Mos was right! We've got the Boogieman in our "Stylo" video
[Traduction : Mos ne cessait de fulminer contre un certain "Boogieman". Je croyais que ce n'était qu'un propos de bar, mais Mos l'a décrit comme une entité obscure, un personnage drapé de noir et fait de tout ce qu'il y a de plus maléfique dans le monde. Et en fait, l'idée est tellement juste ! Nous avons donc intégré le Boogieman dans notre clip "Stylo"]
La vidéo s'ouvre sur la course de la Camaro '69 noire "Stylo", parechoc avant abîmé, phare avant gauche cassé, la portière gauche criblée de balles. On devine que c'est une voiture de police volée, et donc recherchée, car son toit est blanc, elle est marquée de l'étoile à 5 branches des véhicules militaires américains et porte sur le capot un trio de projecteurs. D'ailleurs, le policier qui prenait sa pause et son goûter sur le bord de la route reçoit un appel radio et se lance (comiquement) à sa poursuite dès qu'il la voit passer.
Les trois anti-héros de Gorillaz sont à bord. Murdoc, est au volant, affreusement crispé. 2D, à la "place du mort", est effondré. ll porte sur le crâne, comme un accessoire devenu inutile, un masque de clown (cela sent son cambriolage qui a mal tourné, ce qui n'a rien d'étonnant vus les rapports singuliers du leader du groupe Murdoc avec la loi). Enfin, à l'arrière, Noodle est impavide, en tenue de guérillero noire.
Murdoc s'efforce de pousser la voiture à son maximum, et ne peut empêcher Noodle de tirer sur la voiture de l'officier de police. Elle n'atteint pas l'homme, mais fusille le pare-brise et le flic sort de la route, sa voiture plongeant en contrebas au travers d'un panneau publicitaire, sous le regard horrifié de 2D que la tournure des événements désespère, comme toujours.
Stylo et son équipage dépassent alors la Chevrolet rouge au volant de laquelle le chasseur de primes, qui  les attendait, démarre aussitôt. Le ciel se couvre d'une nuée sombre annonciatrice de mort. Et cela commence par le cyborg Noodle qui, saisi d'un violent court-circuit, s'effondre sur la banquette arrière dans un petit nuage de fumée noire. La caméra passe alors sur le côté droit de la voiture rouge, puis y pénètre et le personnage incarné par Bruce Willis dialogue avec elle, qui figure on ne sait quel interlocuteur. Il fait manifestement son affaire du trio en fuite, passe à la vitesse supérieure et le rattrape, ce qui paraît impressionner sérieusement les deux survivants. Le tueur se place à leur hauteur, sort un énorme révolver, les vise et tire, explosant la vitre que Murdoc avait fébrilement remontée. C'est le jeu sadique du chat et de la souris qui commence, le tueur percutant de façon répétée l'arrière de Stylo et se donnant le plaisir de tirer, dans une position acrobatique, et avec une terrible précision, dans le rétroviseur d'un Murdoc désespéré, qui tente d'accélérer encore.
La caméra se place alors en contreplongée du pauvre cop, à terre et blessé. Après sa catastrophique sortie de route, il a été éjecté de sa voiture au pied du portail en ruine d'un ancien stand de loterie (en Américain "Sweepstake") du haut duquel le guette des corbeaux, oiseaux nécrophages. On le voit ramper vers ses donuts, seuls remède et consolation pour lui dans ce lieu aride et désert mais derrière lui se lève du sol une nuée noire : le Boogieman, qui se couche sur lui et l'engloutit.
Retour à la course-poursuite : très vite l'exécuteur en bolide rouge assène un dernier coup de boutoir qui fait quitter la route à Murdoc et 2D. Gros plan sur leur visage épouvanté tandis que la Camaro brise une barrière et plonge en contrebas dans l'océan. La musique s'arrête et l'on voit le tueur descendre de voiture, tranquillement réarmer son révolver et professionnellement vérifier, se rapprochant du bord de la falaise, le résultat de son travail.
La caméra se substitue à lui, et nous voyons les feux arrière de la "Stylo" sombrer dans les profondeurs ... mais les voici qui bientôt changent d'aspect et prennent celui des feux arrière du sous-marin-requin dans lequel on retrouvera Murdoc, 2D et la Noodle robotique restaurée dans le single "On Melancholy Hill" joint au même album mais réalisé 6 mois plus tard en juin 2010. C'est une métamorphose qui sauve la Camaro (le sous-marin portera, comme elle, l'étoile blanche militaire américaine), ses passagers, 2D et Murdoc, et tant qu'on y est, la cyborg, réparée, de nouveau opérationnelle et toujours prompte à mitrailler l'adversaire).
Le clip évoque l'univers de films anciens :  Duel de Steven Spielberg sorti en 1971 et Mad Max de George Miller avec Mel Gibson sorti en 1979, mais également celui de Death proof  (Boulevard de la mort) de Quentin Tarantino sorti peu de temps auparavant en 2009.
Dans le clip, sont cités les titres de deux autres chansons de l'album Plastic Beach : Superfast Jellyfish et Sweepstakes, que l'on voit respectivement apparaître sur l'affiche que traverse la voiture de police et ensuite sur le portail devant lequel le policier trouve la mort.
À propos de ce portail de Sweepstakes infernal, il n'est pas inutile de se souvenir que le Boogieman, variante anglo-saxonne du croquemitaine, a été représenté par Tim Burton dans son film de 1993 L'Étrange Noël de monsieur Jack  comme l'entité Oogie-Boogie figurée par un sac rempli de vers et d'insectes, manifeste allégorie de la décomposition postmortem, et que Tim Burton a étroitement lié cette entité aux jeux de hasard - et à la tricherie - figure probable du chaos entropique.

## Chanson
Le premier single de l'album studio Plastic Beach a la particularité d'avoir été improvisé par le chanteur-compositeur de soul et de R&B Bobby WOMACK, seulement deux ans avant qu'il n'annonce à la presse la maladie cérébrale qui allait rapidement l'emporter.
"I was in there for an hour going crazy about love and politics, getting it off my chest", said Womack.
After an hour of recording, Womack, a diabetic, started to pass out. He was sat down and given a banana, before waking up minutes later.
[ "Je suis resté là une heure à devenir fou d'amour et de politique, tirant cela de mon sein" dit Womack.
Après une heure d'enregistrement, Womack, qui était diabétique, commença à tourner de l'oeil. On le fit asseoir, on lui donna une banane et il lui fallut plusieurs minutes pour émerger. ]
Ce dernier trait donne au single un aspect de chant du cygne particulièrement émouvant, outre qu'il sort des tripes de WOMACK ce qui le charge d'une intense émotion.
_________________________________________________________
Donc voici les paroles anglaises de quelques passages essentiels à la compréhension du single : 
(d'après  l'encyclopédie libre développée par la communauté des fans de Gorillaz, et contrôlées par audition de la Vidéo officielle)
[et leur traduction.]
Cela commence par la voix de Mos Def dans le haut parleur de la radio
Love, electricity, shockwave central
Power on the motherboard, yes !
[L'amour, c'est de l'électricité ]
Autrement dit une énergie qui anime : les émotions amoureuses sont électrisantes. Parallèlement, l'influx nerveux est effectivement électrique, : à prendre donc aux sens à la fois matériel et figuré. Conséquence, le vocabulaire du registre informatique qui suit est à la fois imagé et approprié au 1er degré,
[une onde de choc qui allume la (notre, votre) carte-mère (cérébrale), Ouais! ]
Jeu de mots pour le graphiste Jamie HEWLETT car Adobe Shockwave (anciennement Macromedia Shockwave) est un format de fichier informatique d'animations multimédia (image, son, 3D) destiné au web.
Push up, overload, legendary heavy glow
Sunshine, thunder roll, keep this on, oh
[Pousse à fond, mets en charge maximale (jusqu'à atteindre la) légendaire et solaire illumination, (le) roulement de tonnerre (le coup de foudre en somme)
et continue comme ça. ]
Yes, the lantern burns, firm and easy
[Ouais, la lampe brûle, (la flamme est) haute et claire ]
And broadcast, so raw and neatly
[et diffuse (une lumière) si brute (raw = produit brut de décoffrage = ici, tes sentiments, tes émotions) et si nette ]
Thunder roll, sunshine, work it out
[Alors le tonnerre gronde, le soleil brille, débrouille-toi (pour le faire) ]
Dare, dare, dare, dare, dare, dare, dare, ...
[Ose, ose, ose, ose, ... ]
Puis c'est 2D qui entonne plaintivement le refrain : 
Overload, overload, overload
Comin' up to the
Overload, overload, overload
répété quatre fois  ... et plus puisque le refrain s"interrompt sur le vers 
Comin' up to the
[en substance  Vas-y, va jusqu'à la surcharge OU parviens à la surcharge émotionnelle (voire jusqu'à la mort ?) ]
Au moment où la voiture de police rattrape les Gorillaz, 2D interpelle la "Muscle Car" qui porte les Gorillaz.
Oh, stylo,
Celle-ci devient une métaphore, à prendre au sens de STYLE artistique, personnel et en même temps au sens littéral du STYLO du poète-compositeur qui court avec vélocité sur la feuille, pressé par l'inspiration, dans une course contre la dépression ou le désespoir, bref contre la mort spirituelle ou physique.
La voiture du clip symbolise clairement dans l'esprit du chanteur de soul - dont on n'oublie pas qu'il improvise son texte pendant l'enregistrement qui est associé à la vidéo - l'inspiration poétique qui porte le chanteur et son groupe. La suite confirme.
Go forth, blossom in your soul
[croîs, que ton âme fleurisse ]
When you know your heart is light
[Quand tu sais/sens que ton coeur est illuminé ]
Electric is the love
[Phrase ambivalente : L'amour est électrique OU Ton électricité (ton énergie) c'est l'amour ]
Le chant de 2D (la poésie de Womak) évoque aussi, étrangement, un vol de requin :
When the mako flies
[Quand vole le requin ]
On découvre dans le clip  "On Melancholy Hill" que le requin est devenu un élément de la mythologie de GORILLAZ
1) Le requin mako, (Isurus oxyrinchus), est un prédateur pélagique d'une extrême vélocité, présent dans les mers tropicales et tempérées. C'est sous l'aspect d'un requin que le sous-marin de Gorillaz est élaboré. Le mako est assez vif pour sauter hors de l'eau, ce que fait le sous-marin. Les feux arrière sont placés sur les ailerons de queue et ce sont eux que l'on voit se substituer aux feux arrière de la Camaro après sa plongée sous les eaux océaniques.
2) Accessoirement, MAKO est aussi un prénom féminin japonais (Noodle est japonaise) et comme il est porté par la princesse impériale, petite-fille de l'empereur Akihito et de l'impératrice Michiko et nièce de l'actuel empereur du Japon (les Japonais ont un culte de leur famille impériale qui surpasse même celui de la famille royale britannique ), la princesse au masque de chat des singles qui suivent STYLO ON MELANCHOLY HILL et BROKEN (Escape to the Plastic Beach) et qui est Noodle (vivante et de retour) pourrait donc être associée à cette personnalité impériale c'est-à-dire à une divinité shinto, invincible, d'autant plus qu'elle lui ressemble nettement et qu'elles sont nées à seulement un an d'intervalle.
3) Il est enfin difficile, vues l'assonance et l'association d'idée, de ne pas penser au prologue de l'Opéra de Quat'sous, et au premier versets de la Chanson de Mackie (Macheath dit « Mackie-le-Surineur », chef de gang) :
Le requin, lui, il a des dents,
Mais Mackie a un couteau :
Le requin montre ses dents,
Mackie cache son couteau.
Ses nageoires sont rouge-sang
Quand le requin est en chasse,
Mais Mackie, lui, porte des gants
Et ne laisse aucune trace ...
( ... )
Un dimanche, en pleine ville,
Un homme, un couteau dans le coeur :
Cette ombre qui se défile,
C'est Mackie-le-Surineur.

Enfin, dialoguant avec 2D, Bobby Womack lance son invocation à l'amour, moteur de la vie humaine, 
If it's love, it's electric
[Si c'est  l'amour, c'est électrique (c'est de l'énergie pure) ]
non sans évoquer la platitude désespérante de la vie
Just to get through the week
[Rien que pour aller au bout de la semaine ]
sometimes it's hard.
[des fois c'est dur.]
Il invite en remède à prier et à aimer, seule voie pour surmonter la dépression et l'affaiblissement.
Right now
[Là, tout de suite,]
________________________________________________________
CONCLUSION, l'énergie de l'âme humaine, son électricité, c'est l'amour. Quel qu'en soit le prix, va jusqu'au bout de tes sentiments,
brûle jusqu'à la destruction, c'est la seule voie possible.
C'est, bien sûr, 2D le chanteur qui dialogue avec Bobby Womak, répondant à l'autoradio (expression de la voiture STYLO elle-même, qui acquiert une véritable identité, d'autant plus que 2D l'interpelle dans la chanson).
De ce fait, on est tenté d'ajouter, aux références filmiques qu'évoque le single,  Transformers (Generation 1) , une série télévisée d'animation de science-fiction américaine en 98 épisodes de 25 minutes, réalisée par Nelson Shin, et diffusée pour la première fois aux États-Unis du 17 septembre 1984 au 11 novembre 1987 .

On observera que le texte de la chanson donne une singulière dimension au clip, la course folle de Murdoc, 2D et leur succédané de Noodle devenant une course contre le désespoir autant que contre la mort, course qui s'achève en apparence par un plongeon mortel dans l'océan, mais en fait par une métamorphose salvatrice. La fin du gros flic obsédé de nourriture sucrée, anéanti par le Boogieman, illustre a contrario l'absence de devenir de ceux qu'aucune inspiration ne porte.
Mais la signification essentielle du clip est encore plus sombre. Le spectateur est saisi par la dimension mortifère de cette fuite en avant et son issue, or, en tant que membre (virtuel) du groupe, Murdoc Niccals  a déclaré à propos de Stylo dans un  commentaire titre par titre de l'album
With 'Stylo', I wanted the music to feel euphoric, whilst still putting across how precarious our tightly packed situation is now, worldwide. Where we're at as a species on this overpopulated planet ("Coming on to the Overload. Overload. Overload").
[Je voulais que la musique soit euphorique, tout en montrant à quel point notre situation est précaire maintenant, dans le monde entier, où nous en sommes en tant qu’espèce sur cette planète surpeuplée] (« Coming on to the Overload» [Allant jusqu'à la Surcharge finale] ).
Tout l'album Plastic Beach et bien d'autres titres confirment cette préoccupation de Gorillaz. À ce titre, on peut considérer le groupe Gorillaz comme un des poètes et musiciens contemporains qui expriment les obsessions de notre époque, d'où sa notoriété suffisante pour être à la source d'une communauté de fans très active.